# WTA-toernooi van Rio de Janeiro
Het WTA-toernooi van Rio de Janeiro was van 2014 tot en met 2016 een jaarlijks terugkerend tennistoernooi voor vrouwen dat onderdeel was van het tennistoernooi van Rio de Janeiro en werd georganiseerd in de Braziliaanse hoofdstad Rio de Janeiro. De officiële naam van het toernooi was Rio Open.
De WTA organiseerde het toernooi, dat in de categorie "International" viel en werd gespeeld op gravel.
Het vrouwentoernooi vond voor het eerst plaats in 2014, en voor het laatst in 2016.
Tegelijkertijd met dit toernooi werd op dezelfde locatie het ATP-toernooi van Rio de Janeiro voor de mannen gehouden, in 2014 voor het eerst weer sinds 1990.
In 1984 vond in Rio de Janeiro het WTA-toernooi van Brazilië plaats.

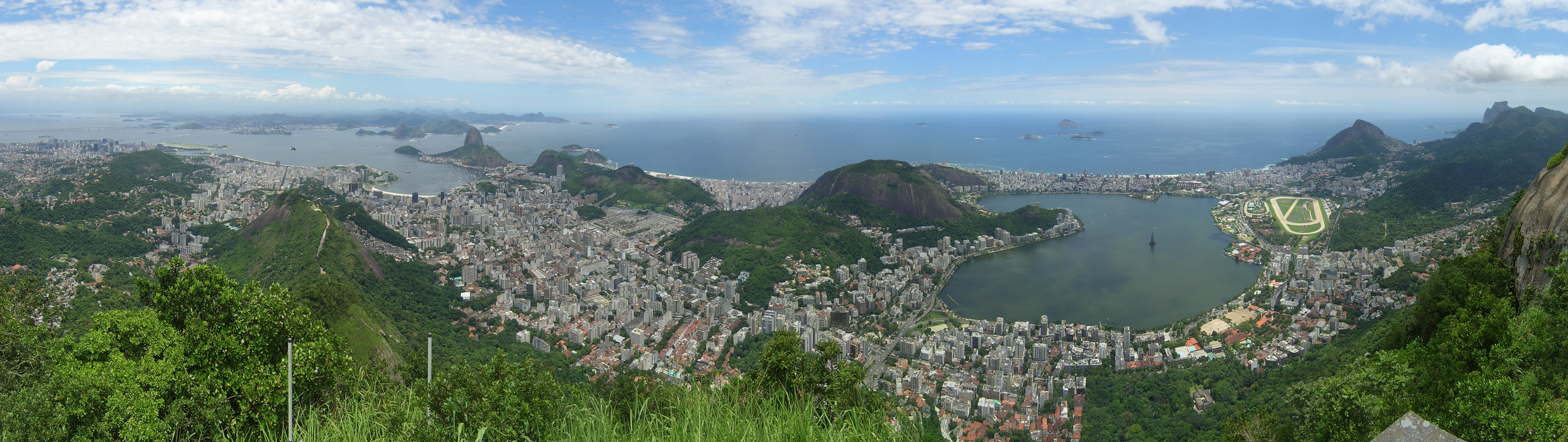
Rio de Janeiro

## Finales

### Enkelspel
| Datum      | Naam     | Cat.          | ($)     | Ondergrond     | Winnares            | Verliezend finaliste | Uitslag       |         |
| ---------- | -------- | ------------- | ------- | -------------- | ------------------- | -------------------- | ------------- | ------- |
| 2014-02-17 | Rio Open | International | 250.000 | gravel, buiten | Kurumi Nara         | Klára Zakopalová     | 6-1, 4-6, 6-1 | details |
| 2015-02-16 | Rio Open | International | 250.000 | gravel, buiten | Sara Errani         | Anna Schmiedlová     | 7-6, 6-1      | details |
| 2016-02-15 | Rio Open | International | 250.000 | gravel, buiten | Francesca Schiavone | Shelby Rogers        | 2-6, 6-2, 6-2 | details |

### Dubbelspel
| Datum      | Naam     | Cat.          | ($)     | Ondergrond     | Winnaressen                          | Verliezend finalistes              | Uitslag   |         |
| ---------- | -------- | ------------- | ------- | -------------- | ------------------------------------ | ---------------------------------- | --------- | ------- |
| 2014-02-17 | Rio Open | International | 250.000 | gravel, buiten | Irina-Camelia Begu María Irigoyen    | Johanna Larsson Chanelle Scheepers | 6-2, 6-0  | details |
| 2015-02-16 | Rio Open | International | 250.000 | gravel, buiten | Ysaline Bonaventure Rebecca Peterson | Irina-Camelia Begu María Irigoyen  | 3-0, opg. | details |
| 2016-02-15 | Rio Open | International | 250.000 | gravel, buiten | Verónica Cepede Royg María Irigoyen  | Tara Moore Conny Perrin            | 6-1, 7-6  | details |